# Okultist
Okultist je oseba, ki se ukvarja z okultnim.
Pri tem ločimo okultiste na tiste, ki prakticirajo:
- belo magijo in ...
- črno magijo.